# Ahwahnee Hotel
Das Ahwahnee Hotel ist ein historisch bedeutsames Gebäude im Yosemite Valley, das zum Yosemite-Nationalpark gehört.
Das im Mariposa County liegende und im Architekturstil National Park Service Rustic durch Gilbert Stanley Underwood entworfene Gebäude wurde im Juli 1927 als Hotel eröffnet. Es ist in Y-Form erbaut und nimmt eine Fläche von knapp 14.000 Quadratmeter ein. Der Zentralbau hat eine Höhe von sechs Stockwerken.
Am 15. Februar 1977 wurde das Ahwahnee Hotel in das National Register of Historic Places aufgenommen. Am 28. Mai 1987 wurde es als National Historic Landmark anerkannt. Da das Unternehmen Delaware North den damaligen Hotelnamen als geistiges Eigentum beansprucht, beschloss der National Park Service Anfang 2016 den Namen in Majestic Yosemite Hotel zu ändern. Nach einem Vergleich zwischen dem NPS und Delaware North wurde die Umbenennung 2019 rückgängig gemacht.
Das Hotel verfügt über 121 Zimmer im Haupthaus, darunter 4 Suiten, und 24 Räume in abgesetzten Bungalows. Das Restaurant im Hotel ist die gehobenste Möglichkeit, im Nationalpark zu speisen. Außerdem liegt im Hotel die einzige Bar im Park.